# Terminologie nucleară

## Termeni folosiți în domeniulfiziciișitehnologieinucleare

### Noțiuni de bază
- reactor nuclear, centrală nuclearoelectrică, reactor nuclear energetic, reactor cu neutroni termici, reactor cu neutroni rapizi, reactor omogen, reactor eterogen, reactor reproducător, radioactivitate, fisiune nucleară, energie de fisiune, neutroni termici, neutroni rapizi, neutroni de fisiune, neutroni prompți, neutroni întârziați, criticitate, critic, supracritic, subcritic, masa critică, reacție în lanț, secțiune eficace, raport de regenerare, raport de conversie, modelare, factor de multiplicare, timp de dublare, reactivitate, securitate nucleară, radioprotecție,  ecranare, protecție fizică.

### Parametri de funcționare ai reactorilor de putere
- combustie nucleară, combustie specifică masică, radioactivitate reziduală, echivalent de reactivitate, bilanț al reactivității, excedent de reactivitate, coeficient de reactivitate, constanta de timp a unui reactor (perioada unui reactor), densitatea volumetrică de putere (a unui reactor), otrăvirea cu Xenon (efectul Xenon), putere specifică a combustibilului, accidentul maxim previzibil, criza de fierbere, puterea termică a reactorului, oprire de urgență.

### Reactori de putere
- reactor cu vas de presiune, reactor cu tuburi sub presiune, reactor cu apă ușoară (LWR), reactor cu apă sub presiune (PWR), reactor cu apă în fierbere (BWR), reactor cu apă grea (HWR), reactor cu apă grea sub presiune (PHWR), reactor CANDU, reactor răcit cu gaz (GCR), reactor de temperatură înaltă (HTR sau HGTR), reactor răcit cu sodiu topic, reactor răcit cu metale grele.

### Componente de bază și instalații auxiliare
- anvelopa reactorului, vasul reactorului, zona activă, element combustibil, ansambluri combustibile, moderator, apa grea, reflector, circuit primar de răcire, circuit secundar de răcire, apă de răcire de urgență, sistem de răcire de securitate, mașină de încărcat-descărcat combustibil, sistem de control al reactorului (reglaj automat), bazin de combustibil uzat, sistem de stropire anvelopă, sistem de ventilație și decontaminare a aerului, sistem de oprire cu injecție de gadoliniu, incinta de securitate, protecția reactorului, ecrane biologice, ecrane termice, element reproducător, otravă consumabilă, absorbant neutronic, element de comandă, element de securitate.

### Securitate nucleară
- Accident sever, Agent de răcire a reactorului, ALARA,  Analiză de incertitudini, Analiză de sensibilitate, Anvelopa de protecție, Avarie de proces, Căldura reziduală, Cerințele de performanță minimă admisibilă, Combinație credibilă de evenimente, Defect de combustibil, Defect singular, Defectare de cauză comună, Disponibilitate, Documentația de securitate nucleară a centralei, Eveniment de inițiere, EPSN - Evaluarea Probabilistică de Securitate Nucleară Fiabilitate, Funcție de securitate nucleară, Funcții de natură preventivă, Funcții de natură protectivă, Marja de siguranță la oprire, Obiective cantitative de securitate nucleară, Oprirea reactorului, Parametrii de proiectare, Regimuri tranzitorii anticipate, Securitatea nucleară, Scenariu credibil de accident sever Scenariu de vreme, Sistemele de proces, Sistem de oprire rapidă a reactorului Sistem de răcire la avarie a zonei active (SRAZA) , Sisteme de securitate preventive, Sistem primar de răcire a reactorului, Sisteme de securitate protective, Sisteme (speciale) de securitate, Sisteme suport de securitate Stare de oprire garantată , Sursa finală de răcire, Sisteme secundare de răcire a reactorului, Sistem intermediar de răcire, Termenul sursă

### Ciclul combustibilului nuclear
- Partea frontală: material fisil, material fertil, uraniu, thoriu, plutoniu, uraniu îmbogățit, uraniu sărăcit, minereu de uraniu, purificare, conversie, îmbogățire, dioxid de uraniu, pastilă de combustibil, teaca combustibilului, fabricarea elementelor de combustibil, fascicol de combustibil, unitate de efort de separare (UES), inventarul de material fisionabil.
- Partea din reactor: arderea combustibilului, grad de ardere, produși de fisiune, combustibil uzat.
- Partea finală: bazin de stocare combustibil uzat, stocare intermediară uscată combustibil uzat, depozitarea finală, depozit geologic, container, stocarea lângă reactor, stocarea la distanță de reactor, condiționarea combustibilului, transportul combustibilului, examinare după iradiere, gospodarirea combustibilului uzat, reprocesarea combustibilului, actinide, uraniu reprocesat, recuperarea plutoniului, reciclarea plutoniului.

### Gospodărirea deșeurilor radioactive
- Termeni generali : gestiune, deșeuri radioactive.

- Categorii de deșeuri radioactive: deșeuri puternic radioactive, deșeuri mediu-radioactive, deșeuri slab-radioactive, deșeuri cu durată lungă de viață, deșeuri cu durată scurtă de viață, timp de înjumătățire, viață radioactivă medie, deșeuri lichide, deșeuri gazoase, deșeuri solidificate, deșeuri mixte, deșeuri transuraniene, deșeuri conținînd emițători de radiații alfa.

- Metode de tratare a deșeurilor radioactive: condiționarea deșeurilor, decontaminare, stocare cu amenajări tehnice, stocare, bariere multiple, termenii sursei radioactive, ambalaje ale deșeurilor, laborator de tratare și întreținere, cameră fierbinte, factor de decontaminare, bitumizare, cimentare, vitrificare, coagulare sub formă de fulgi (floculare), incinerare, evaporare, procedeu de compactare, procedeu de solidificare, zona de stocare definitivă.

### Radioprotectia
- Radioprotecție și impact ecologic: protecție radiologică, doze de radiații, debit de doză, doză pe unitatea de timp, doza absorbită, expunere, factor de calitate (in protecția contra radiațiilor), echivalent de doză, echivalent al dozei maxime admise (EDMA), doză de iradiere, doză individuală, echivalent de doză colectivă, depunere radioactivă, radiotixicitate, zona controlată, dozimetrie, încorporare, radiație ionizată, contaminare radioactivă, concentrație maximă admisă, descărcări de materiale radioactive.

## Fuziunea nucleară

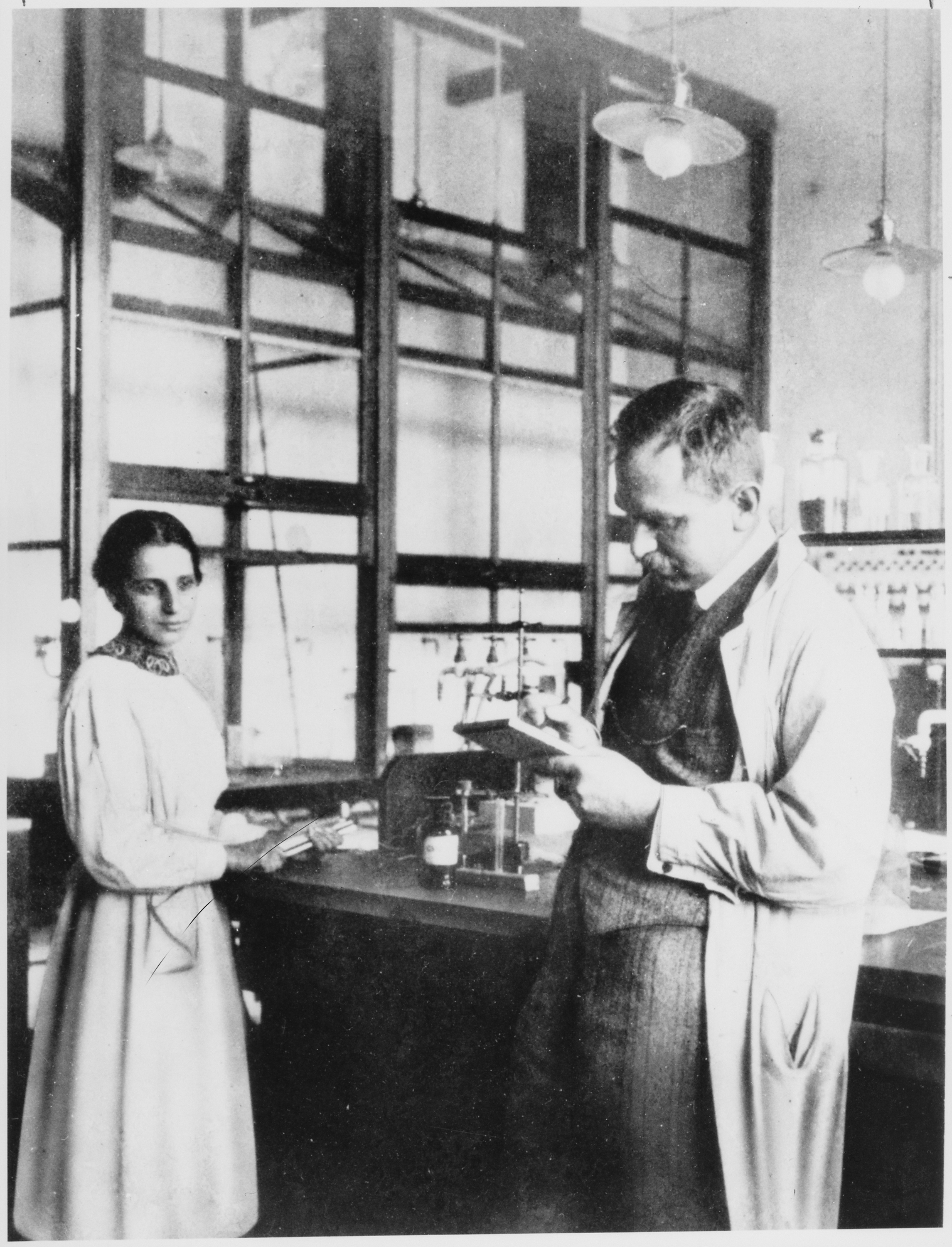
Otto Hahn și Lise Meitner în laborator

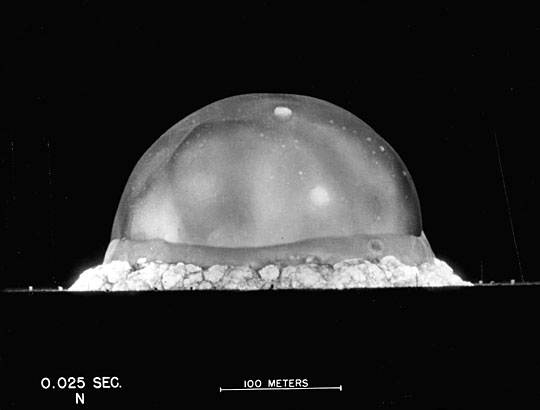
Testul cu fisiune nucleară Trinity

### Noțiuni de bază
- fuziune termonucleară, reacție termonucleară, condiții termonucleare, plasmă, aprindere termonucleară, criticitatea plasmei, confinare, timp de confinare, criteriul Lawson, produsele de fuziune, configurația câmpului magnetic, barieră magnetică, oglindă magnetică, lentila, stricțiune, efect de stricțiune, derivă, unda de derivă, pompaj magnetic, valoare beta a plasmei, ruptura plasmei, impurități ale plasmei

### Concepte tehnice
- reactor de fuziune (Reactor Nuclear de Fuziune), stelarator, tokamak, reactor hibrid de fuziune-fisiune (reactor hibrid), magnetohidrodinamic (MHD), fuziune laser, strat reproducător de fuziune nucleară, deviator al câmpului magnetic, limitatori de impurități, injectarea cu pastile minuscule.